# Wour
Wour (in deutschsprachiger Literatur auch Wur) ist eine Oase im Norden des Tschad in der Provinz Tibesti, etwa 140 km westlich von Bardaï. Wour hat nur wenige hundert Einwohner, gehört damit aber schon zu den größten Siedlungen der Region.

## Wour in der Administration des Tschad
Wour gehört zum Département Tibesti Ouest (West-Tibesti, Hauptort Zouar) und ist Sitz einer Unterpräfektur. Wour ist mit insgesamt nur 1.498 Einwohnern (Stand 2009) die einwohnerschwächste Unterpräfektur des gesamten Tschad. Eine andere Quelle bezeichnet Wour als Hauptort von einer der drei Kommunen, aus denen das Département Tibesti Ouest besteht, wobei diese Kommunen offenbar mit den drei Unterpräfekturen Zouar, Goubone und Wour identisch sind. Wour wurde außerdem 1994 Sitz einer Brigade der tschadischen nationalen Gendarmerie; abweichend vom deutschen Sprachgebrauch stellt die Brigade als Teil einer Kompanie die kleinste Gliederung der Gendarmerie dar. Aktuelle Quellen (2017/18) erwähnen Wour als Standort eines Bataillons der tschadischen Armee (ca. 250 Mann).
Das im Jahr 2008 geschaffene Departement Tibesti Ouest (Muqāṭaʿâtu Tibastī l-Ġarbī) entspricht weitgehend der seit 1690 bestehenden erblichen Herrschaft (Maïna) von Zouar, zu der Wour seit jeher gehört. Der Präfekt von Zouar (seit 2014 Mahamat Seid Haggar) ist aber nicht identisch mit dem Maï von Zouar (Jomode Dobimi), vielmehr existieren moderne und traditionelle Autorität parallel.

## Ortsbild und Wirtschaft
Wour erstreckt sich über gut 3 Kilometer in Ost-West-Richtung im Enneri (Wadi) Wour. Laut Satellitenbildern überwiegt die traditionelle Bebauung in Form von Rundhäusern und Hütten, dazu kommen einige wenige moderne Gebäude, die offenbar staatlichen Zwecken dienen (Garnison, Gendarmerie). Der Ort ist von weitem kaum zu sehen, da die überwiegend unscheinbaren Gebäude im Trockental des Enneri Wour liegen. Die auf Dauer angelegten Gebäude meiden jedoch den Talboden, da das Enneri alle paar Jahre nach kräftigen Regelfällen für einige Stunden bis Tage Wasser führt – manchmal auch als reißender Strom – wodurch Gebäude in tiefen Lagen zerstört würden bzw. werden, so zuletzt im August 2010.
Die Schule liegt am östlichen Ortsrand, ein Krankenhaus oder asphaltierte Straßen gibt es in Wour nicht, eine äußerlich als solche erkennbare Moschee erst seit dem Jahr 2017. Im Unterschied zu anderen Oasen im Tibesti gibt es in Wour auch keinen Palmenhain von nennenswerter Größe. Dieser wurde in den 1970er Jahren im Bürgerkrieg zerstört und nicht wieder angepflanzt. Ein gewisser Bestand an Dattelpalmen ist aber vorhanden, neben einem weiteren, nicht geringen Baumbestand, insbesondere von Akazien, der aufgrund des recht hohen Grundwasserspiegels in diesem Trockental ohne künstliche Bewässerung auskommt. Die Brunnen von Wour führen sehr gutes Wasser in nur 4 Metern Tiefe. Das ist für den Tibesti und die zentrale Sahara ungewöhnlich und einer der Gründe für die relative Attraktivität des Ortes.
Die wirtschaftliche Grundlage von Wour bilden eine bescheidene Landwirtschaft auf gartenartigen Parzellen, die nomadisch betriebene Viehzucht (Ziegen, Dromedare), der legale und illegale Handel sowie der öffentliche Dienst, insbesondere das Militär.

## Klima und Lage, das Problem der Verminung
Wour weist eine durchschnittliche jährliche Niederschlagsmenge von nur 18 mm auf. Infolge seiner vergleichsweise geringen Höhenlage liegt die Durchschnittstemperatur in Wour mit 23,5 °C merklich höher als in anderen Siedlungen des Tibestis.
Wour gehört zu den entlegensten Orten des Tschad. Ein Flugplatz existiert nicht, nur eine vermutlich im Jahre 1942 angelegte und seit langem kaum mehr benutzte Landepiste 23 Kilometer westlich des Ortes bei 21° 21,75' N, 15° 45,49' O. Die Route von Wour nach Nordwesten in Richtung al-Qatrun / Libyen und diejenige nach Nordosten in Richtung Bardai können normalerweise nur mit geländegängigen Fahrzeugen befahren werden. In Richtung Libyen führt die Route teilweise durch nicht geräumte Minenfelder aus dem Libysch-Tschadischen Grenzkrieg, so dass es gefährlich ist, von der Piste abzuweichen. Die Piste nach Süden ist definitiv nur für Geländefahrzeuge und entsprechend befähigte Lkw befahrbar (Stand 1999).
Als Folge des langjährigen Konflikts mit Libyen ist der Norden des Tschad noch stark vermint. Laut Landmine Monitor Report von 1999 waren dort zu diesem Zeitpunkt noch bis zu 70.000 Antipanzer- und Antipersonenminen vorhanden, davon rund 45.000 im Tibesti und allein 31.000 in der Umgebung von Wour. Stark vermint waren zu diesem Zeitpunkt die Nähere Umgebung von Wour bis hinunter zur Flugzeuglandepiste, eine Piste von Wour nach Südwesten, ein Pistenabschnitt im Tal westlich von Wour, die Umgebung einer Wasserstelle 40 Kilometer Luftlinie nördlich von Wour (dort ereigneten sich 1999 zwei schwere Unfälle durch Minen) sowie mehrere Straßenabschnitte in der weiteren Umgebung des Ortes. Die Räumung geht nur sehr langsam voran, weil der Norden des Tschad extrem arm und dünn besiedelt ist und weil speziell im Tibesti bis 2010 und teilweise bis heute weitere Konflikte und Aufstände die Räumung behindert haben und noch behindern.

Karte des Tibesti mit der Siedlung Wour im Westen

## Aus der Geschichte von Wour

### Frühe Geschichte von Wour

#### Vor der Kolonialzeit
Wie der gesamte Tibesti so wurde auch die Region Wour im späten 11. Jahrhundert vom Fessan her islamisiert, indem der legendäre Derde Dunama („der Mächtige“ in der Sprache der Teda) zum Islam konvertierte. Die Konversion blieb jedoch oberflächlich, viele animistische Vorstellungen und Praktiken blieben bis ins 19. Jahrhundert lebendig, einige bis heute.
Der österreichische Ethnologe Peter Fuchs erwähnt Konflikte um Wour um 1700: „Die Keressa … nomadisierten zuerst im Abo-Massiv, stiegen dann nach Wur ab, wo sie mit den Mogodi kämpfen. Von diesen wurden sie zunächst in das Abo zurückgedrängt, später verbündeten sich die beiden Clans und vermischten sich durch zahlreiche Heiraten miteinander.“ Das Abo-Massiv liegt nordöstlich von Wour und bildet den nordwestlichen Ausläufer des Tibesti-Gebirges. Dieser Konflikt kann nicht vor dem späten 17. Jahrhundert stattgefunden haben, als die Mogodi – einige Zeit vor den Keressa – in das Gebiet von Wour eingewandert sind.
Dieser Konflikt fällt damit in die Zeit der Errichtung der vom Vater auf den Sohn erblichen Herrschaft („Maïna“, im Französischen übersetzt mit „principeauté“, also Fürstentum) von Zouar durch den Derde Kosso Aramimi im Jahre 1690. Wour hat von Anfang an zu dieser Maïna gehört.

### Wour im 19. und 20. Jahrhundert

#### Gustav Nachtigal im Ennerie Wour 1869
Der deutsche Afrikaforscher Gustav Nachtigal, einer der ersten Europäer, der den Tibesti bereiste und der erste, der ihn lebend wieder verlassen konnte, passierte den Ennerie Wour am 11. Juli 1869 knapp 20 Kilometer westlich der Oase Wour. Der Ort selbst wird von Nachtigal nicht erwähnt.

#### Französische Präsenz 1913 und ab 1930
Ende 1913 eroberten französische Truppen erstmals das Tibesti-Gebirge. Der Vormarsch einer Kolonne mit mehreren hundert Soldaten unter dem Kommando von Oberst Löfler erfolgte von der Oase Bilma (im heutigen Niger), dabei wurde Wour Ende November/Anfang Dezember 1913 passiert und danach zunächst Zouar besetzt. Nach Kämpfen u. a. in der Umgebung von Wour Anfang 1914 erfolgte im Juli 1914 die Besetzung von Bardai. Die dortige kleine Garnison verließ ihren Posten im Sommer 1916 eigenmächtig. Erst 1929/30 wurde wieder eine französische Militärpräsenz im Tibesti etabliert, dabei wurden 1930 kleine Kontingente in Wour, Bardai, Aouzou und Cherda stationiert. Diese Präsenz dauerte im Prinzip bis zur Unabhängigkeit des Tschad im Jahre 1960, wobei in Wour nicht kontinuierlich eine französische Garnison bestand.

#### Wour im Zweiten Weltkrieg
Trotz seiner extrem entlegenen Lage und seiner sehr geringen Größe war Wour im Zweiten Weltkrieg Ort sowohl französischer als auch deutscher militärischer Aktivitäten.

##### Französische Operationen im Frühjahr 1942
Im März 1942 führten französische Einheiten unter Generalmajor Leclerc vom Tibesti aus Erkundungen und erfolgreiche Angriffe gegen italienische Positionen im Fessan, dem Süden des heutigen Libyens, durch. Durchgeführt wurden diese Operationen von Patrouillen mit Luftunterstützung, Ausgangspunkte waren Zouar und Wour mit den dortigen Landepisten. Berichte über die Operationen von 1942 lassen den Schluss zu, dass die o. g. Landepiste westlich des Ortes damals angelegt wurde; sie soll (Stand 2018) ausgebaut werden. Zwischenzeitlich blieb sie offenbar weitgehend unbenutzt und wurde vermutlich auch verweht, auf aktuellen Satellitenbildern (2017) ist sie jedenfalls nicht auszumachen. Im Januar 1943 drang Leclerc mit 2500 Mann vom Tibesti aus bis zu den britischen Stellungen in Tripolis vor, um anschließend zusammen mit ihnen das Deutsche Afrikakorps zu bekämpfen. Bei dieser Operation, einer der ersten motorisierten Durchquerungen der Sahara überhaupt, wurden nahezu alle italienischen Stellungen im Süden Libyens genommen.

##### Deutsche Aufklärungsoperation in und bei Wour im Juni 1942
Nach den französischen Eroberungen im März 1942 im Fessan war dieser Vorstoß für die deutsche Seite indes nicht mehr ganz überraschend gekommen, vielmehr hatte sie versucht, die französischen Truppenbewegungen im Tschad auszukundschaften. Durchgeführt wurde diese Aufklärung ab Juni 1942 vom Sonderkommando Dora, einer wissenschaftlichen Truppe der Deutschen Auslandsabwehr. Zu diesem Zwecke flog man mit einem Lastensegler vom Typ DFS 230, der mit Reservesprit beladen war, im Schlepp in Richtung Tibesti, machte einen Zwischenstopp und ließ den DFS 230 dort. Angeflogen wurden Zouar, Bardai, Wour und als südlichster Ort Cherda, etwa 50 Kilometer südöstlich von Zouar (in damaligen deutschen Quellen Scherda, in englischen Texten meist Sherda geschrieben). Auf dem Rückflug machte man eine Zwischenlandung bei dem abgesetzten Lastensegler, tankte auf und schleppte den DFS wieder mit zum Ausgangspunkt der Operation im Süden Libyens.

#### Wour nach Beginn der tschadischen Unabhängigkeit 1960 und der libysche Besetzungsversuch 1973
Nach dem Abzug der Franzosen 1960 bezogen tschadische Truppen 1965 Garnisonen im Tibesti, insbesondere in Bardai und Zouar. Wenig später, 1968, begann ein Aufstand der einheimischen Tubu-Bevölkerung gegen diese als Fremdherrschaft empfundene Präsenz von Militär und Verwaltungsbeamten aus dem Süden des Landes. Sowohl Libyen als auch Frankreich intervenierten ab den späten 1960er Jahren in diesen Konflikt, Frankreich tat dies zwischen April 1969 und 1971. Im globalen Maßstab war dieser Konflikt bis zum Sieg des Tschad im Tibestikrieg gegen Libyen von 1986/87 Teil eines Stellvertreterkrieges zwischen dem pro-sowjetischen Libyen und dem politisch der NATO angehörenden Frankreich.
Ab 1971 begann eine schleichende libysche Präsenz im Aouzou-Streifen, den Libyen beanspruchte, zunächst nur mit rein zivilen Kräften und nur in der Oase Aouzou selbst. 1973 folgte eine zunächst zahlenmäßig sehr geringe militärische Präsenz Libyens in Aouzou. Zwischen März und Juni dieses Jahres wurde dort die libysche Fahne gehisst und der Aouzou-Streifen damit offiziell annektiert. Der damalige Rebellen-Anführer und spätere tschadische Präsident Goukouni Weddeye musste dieser Zeremonie – nach eigener Darstellung unter Zwang – beiwohnen. Libyen habe damals auch versucht, das außerhalb des Aouzou-Streifens gelegene Wour zu besetzen, jedoch ohne Erfolg. Auch der Ort Omchi hätte besetzt werden sollen, dort hätten die Libyer aber nicht versucht, eine Basis einzurichten.

#### Wour im tschadischen Bürgerkrieg (1979–1982)
Zwischen Ende Juni und Ende Juli 1979 kam es im Norden des Tschad zu heftigen Gefechten bei Ounianga Kebir nördlich von Faya-Largeau und bei Wour. Dabei erlitten libyschen Kräfte gegen die tschadischen Bewegung FROLINAT (Front de Libération Nationale) unter Führung des späteren Staatspräsidenten Goukouni Oueddei empfindliche Niederlagen. Oueddei war seit März 1979 bereits Chef der tschadischen Übergangsregierung (GUNT), er stand aber im faktischen Bürgerkrieg mit der FAN (Forces Armées Nationales), einer Abspaltung der FROLINAT aus dem Süden. Sein größter Rivale war Hissène Habré von der FAN, der früher ebenfalls der FROLINAT angehört hatte und nun (nominell unter Oueddei) Verteidigungsminister des Tschad war. Oueddei warf ihm und der FAN nach den Siegen bei Ounianga-Kébir und Wour am 1. August 1979 in der Zeitung Le Monde vor, „sich wegzuducken, wenn es darum geht, das Land zu verteidigen“.

#### Wour im Tibesti-Krieg von 1986/87
1980 kam das gesamte Tibesti-Gebirge mit Wour unter libysche Kontrolle, indem libysche Truppen Aufständische der im Tibesti beheimateten Tubu bei der Eroberung des Gebietes unterstützten. Im August 1986 verlor Libyen durch eine Rebellion seiner bisherigen Verbündeten im Norden des Tschad die Kontrolle über fast das gesamte Tibesti, darunter Wour, dessen libysche Garnison abziehen musste. Doch erste libysche Gegenangriffe begannen bereits am 5. Oktober 1986, wobei offenbar auch um Wour selbst gekämpft wurde. Um ihre Versorgungslinien wiederherzustellen und die Stützpunkte Bardaï, Zouar und eben Wour zurückzuerobern, eröffnete Libyen unter Gaddafi am 11. Dezember eine Großoffensive gegen den Tschad. Unterstützt von Militärberatern aus der Sowjetunion und der DDR griffen 2000 Soldaten mit T-62-Panzern und starker Luftunterstützung an. Der Angriff, der in drei Vorstößen gegen Bardai, Zouar, Wour sowie Yebbi-Bou vorgetragen wurde, war zunächst erfolgreich. Bei Zouar und Wour mussten sich die unterlegenen tschadischen Kräfte in die umliegenden Berge zurückziehen und wurden dort nach tschadischen Angaben auch mit Napalm und Chemiewaffen angegriffen. Die libysche Offensive war damit zunächst insgesamt erfolgreich, wobei es den unterlegenen Rebellen bei Bardai um den 20. Dezember schon vor dem Eintreffen von Verstärkungen aus dem Süden gelang, den weit überlegenen libyschen Truppen schwere Verluste beizubringen. Die tschadische GUNT (Gouvernement d’Union Nationale de Transition) verlor ihre letzten Machtpositionen, Wour ebenso wie Bardai und Zouar waren wieder unter libyscher Kontrolle.
Dieser Angriff erwies sich für Libyen aber sehr bald als Fehlschlag, da Hissène Habré 2000 Mann seiner FANT als Unterstützung sandte, die sich mit den verbliebenen Kämpfern der GUNT vereinigten. Der französische Präsident Mitterrand ließ Nachschub, Munition, Panzerfäuste und Militärberater zur Unterstützung einfliegen und mit Fallschirmen im Tibesti absetzen. Zunächst gelang dennoch nur die teilweise Rückeroberung des Gebirges. Laut einer französischen Meldung vom 24. Dezember 1986 hätten tschadische Truppen, die in der Vorwoche die Hauptstadt N’Djamena verlassen hatten, inzwischen „wahrscheinlich“ Wour erreicht. Das Blatt der Kämpfe im Tibesti wendete sich zunächst bei Bardai.
Anfang 1987 bestand die libysche Expeditionsstreitkraft im (gesamten) Norden des Tschad immer noch aus 8000 Soldaten und 300 Panzern. Ab dem 2. Januar 1987 gelang dem Tschad dann im sogenannten Toyota-Krieg mit amerikanischer Unterstützung in wenigen Wochen die Rückeroberung fast des gesamten Nordens. Wour und Zouar kamen bereits im Januar wieder unter tschadische Kontrolle, obwohl libysche Flugzeuge beide Orte bzw. dortiges tschadisches Militär am 16. Januar aus der Luft angriffen. Der Rest des Tibestis mit Ausnahme des Aouzou-Streifens wurde erst im März 1987 endgültig zurückerobert. Libysche Truppen leisteten hier teilweise erbitterten Widerstand und zogen sich erst zurück, als ihre Stellungen durch libysche Niederlagen im Nordosten des Tschad unhaltbar geworden waren. Nach einer anderen Quelle gelang dem Tschad auch die endgültige Rückeroberung von Zouar erst im März 1987.

#### Der Luftangriff vom 11. September 1987
Der Konflikt war damit jedoch nicht beendet, laut einer Meldung der Agentur AP wurde Wour am Morgen des 11. September 1987 erneut von der libyschen Luftwaffe angegriffen, Bardaï am Nachmittag desselben Tages. Diese Angriffe am Tag des Inkrafttretens eines von der OAU vermittelten Waffenstillstandes waren eine libysche Reaktion auf die verheerende Niederlage beim tschadischen Überraschungsangriff auf die libysche Luftwaffenbasis Maatan as Sarra am 5. September.

#### Wour im Tibesti-Aufstand von 1998 bis 2003 (2010)
Auch im Tibesti-Aufstand der Jahre 1998 bis 2003, der erst im Frühjahr 2010 endgültig beendet wurde, spielte Wour eine Rolle. 1999, mehrere Jahre nach dem Ende des Krieges mit Libyen, war Wour deswegen wieder ein bedeutender tschadischer Garnisonsstandort. Im Mai 2000 flammten laut einer Meldung der BBC die Kämpfe zwischen Aufständischen der MDJT und Regierungstruppen bei Wour auf.

### Wour im 21. Jahrhundert
Am 29. August 2002 wurde von der tschadischen Regierung gemeldet, dass der „Präsident“ der MDJT, Youssouf Togoimi, schwer verletzt worden sei, als sein Fahrzeug zwischen Zouar und Wour auf eine Landmine fuhr. Togoimi erlag seinen Verletzungen am 24. September in einem Krankenhaus in Libyen, doch die MDJT setzte ihren Aufstand fort. Als am 14. Dezember 2003 in Wagadugu (Burkina Faso) ein Friedensabkommen zwischen Präsident Idriss Déby und dem gemäßigten Flügel der Rebellen unter Adoum Togoi Abbo unterzeichnet wurde, antworteten die Radikalen am selben Tag mit einem Angriff auf tschadische Regierungssoldaten unweit von Wour. Dabei wurden nach Angaben der Rebellen 30 Soldaten getötet.
Obwohl das Abkommen zu einer deutlichen Schwächung des Aufstandes führte, blieb Wour ein Militärstandort. Detaillierte Volkszählungsdaten von 2009 lassen durch den auch für andere Garnisonen im Tibesti (Bardai, Zouar) typischen Männerüberschuss zu diesem Zeitpunkt eine Militärpräsenz von 200 bis 250 Mann in Wour erkennen. Endgültig beendet wurde der Aufstand der MDJT erst im Frühjahr 2010.

#### März 2004 – Salafistischer Angriff bei Wour und US-Intervention
Etwa am 10. März 2004 verübten Militante der salafistischen Terrorgruppe für Predigt und Kampf, die vom Niger aus in das Tibesti eingedrungen war, zwischen Wour und Zouarke einen Angriff auf tschadische Regierungssoldaten. Dabei wurden nach tschadischen Angaben drei Soldaten getötet und 16 verwundet, aber auch 40 militante Salafisten getötet und weitere vier in Gewahrsam genommen. Die tschadische Regierung wandte sich daraufhin mit einem Hilfeersuchen an die USA, die innerhalb weniger Stunden von der Luftwaffenbasis Ramstein aus bereits am 13. März zwei Transportflugzeuge mit 19 Tonnen militärischen Hilfsgütern nach Faya-Largeau entsandte.

#### Minenräumung ab 2006/2009
Bei den aufeinanderfolgenden Konflikten zwischen 1977 und 1996 wurden viele Stellen im Norden des Tschad vermint, insbesondere Straßen, Wasserstellen und deren Zugänge, strategisch wichtige Punkte und Orte von Kämpfen. Betroffen war auch die Umgebung von Wour. Bei einer Aktion der Mines Advisory Group (MAG) in den Jahren 2004 bis 2007 zur Beseitigung von Minen und anderen gefährlichen Hinterlassenschaften der Kämpfe wurde im Jahre 2006 in Wour eine technische Erhebung zum Stand der Minenräumung durchgeführt, dabei wurden in und unmittelbar bei Wour elf Minenfelder oder einzelne Minen identifiziert, aber zunächst nicht geräumt. Die geplanten Minenräumungen im Tibesti selbst konnten (außer in Zouarke) nicht durchgeführt werden, weil dort bereits wieder Kämpfe ausgetragen wurden. Im Norden des Landes nahm die MAG ihre Arbeit erst 2009 wieder auf, im Tibesti vor allem ab dem Jahr 2014 mit größeren Räumungen bei Zouar, Zouarké und Ogui, bisher (Stand 2017) jedoch kaum bei Wour.

#### Das Ende des Tibesti-Aufstandes in Wour 2009/10
Das Abkommen von Wagadugu vom 14. Dezember 2003 hatte den bereits 1998 ausgebrochenen Aufstand im Tibesti nicht endgültig beenden können. Letzter Anführer der Rebellen im Raum Wour vor dem Ende des Aufstandes 2009 war Allatchi Toke Gourde. Die Befriedung des Tibesti gelang erst 2009/2010 mit einer weiteren Vereinbarung, die vorsah, dass die Rebellen amnestiert und die verbliebenen Teile der aufständischen MDJT und anderer rebellierender Gruppen in die tschadische Armee integriert werden sollten. Am 13. Januar 2009 wurde die Liste der durch den Präsidenten des Tschad zu Amnestierenden veröffentlicht, darunter für das Gebiet von Wour („Branche Wour“) Allatchi Toke Gourde. Das Ende des Tibesti-Aufstandes 2009/10 hängt zusammen mit dem Ende des 2005 ausgebrochenen Tschadischen Bürgerkriegs ebenfalls im Jahre 2010. Anders als frühere Bürgerkriege war dieser Konflikt von einem zwischenstaatlichen Konflikt mit dem Sudan überlagert. Der Tibesti war insofern im Unterschied zu früheren inneren Konflikten des Tschad, in die Libyen involviert war, kein wichtiger Schauplatz dieses bislang letzten tschadischen Bürgerkrieges.

#### Überschwemmung im August 2010
Ab Ende Juli 2010 fielen im gesamten Norden des Tschad nach zwei extremen Trockenjahren starke Niederschläge, im Tibesti waren es die stärksten seit 1968. Nach Angaben des UNO-Amtes für die Koordinierung humanitärer Angelegenheiten (OCHA) vom 25. August 2010 wurden die Orte Wour, Bardai, Zouar und Aouzou überschwemmt und teilweise zerstört. In der Provinz Tibesti wurden 2100 Häuser beschädigt oder zerstört und 10.500 Menschen obdachlos, etwa 40 Prozent der Bevölkerung. In den verminten Teilen des Tibesti, also vor allem in der Umgebung von Wour, vergrößern solche Überschwemmungen die Gefahr durch Minen, weil die bis dahin sicheren Fahrspuren der Pisten auf Sand oder Erde in den Trockentälern (Enneris) danach nicht mehr sichtbar sind und weil außerdem die oft nur oberflächlich vergrabenen Minen mit den Fluten an andere Orte geschwemmt werden. Tatsächlich kam es trotz der seit 2009 intensivierten Räumung und Markierung von Minenfeldern im Februar 2014 wieder zu einem schweren Minenunfall bei Wour (s. u.).

#### April 2013 – Zustrom von Flüchtlingen aus Libyen
Am 30. April 2013 berichtete die Internationale Organisation für Migration (IOM) über die plötzliche Ankunft von rund 2000 Tschadern in schlechtem Gesundheitszustand in Wour in der Woche zuvor. Die Flüchtlinge, deren Zahl die der Einwohner von Wour deutlich überstieg, seien kurz zuvor aus Lagern in Libyen freigelassen worden.

#### Sommer 2013 – Französische Militärpräsenz
Angesichts der anhaltenden Instabilität in Libyen und der islamistischen Bestrebungen in Niger und Mali hat Frankreich im Sommer 2013 im Tibesti erneut militärische Präsenz demonstriert. Im Zuge der „Operation Guelta“ führte eine Abteilung von knapp 150 französischen Soldaten ab 18. Juli mehrere Wochen andauernde Aufklärungs- und Patrouillenfahrten im Tibesti durch, mit Stationen in Zouar, Wour und Bardai. Das Detachement unter Führung von Oberst Paul Peugnet war teilweise mit gepanzerten Fahrzeugen ausgestattet und hatte bis 11. August über 2500 Kilometer zurückgelegt. Offizieller Auftrag war die Unterstützung der tschadischen Armee und Sicherheitskräfte sowie der Schutz französischer Staatsangehöriger. Das französische Verteidigungsministerium informierte am 11. August 2013 offiziell über diese Operation.

#### Februar 2014 – Schwerer Minenunfall
Um den 10. Februar 2014 (Datum der Meldung war der 13. Februar) kam es bei Wour zu einem besonders schweren Unfall mit ungeräumten Minen. Fünf Tote und neun Verletzte waren zu beklagen, als Lastwagen in ein Minenfeld gerieten. Die Verletzten wurden zunächst nach Zouar gebracht und von dort aus in die Hauptstadt N’Djamena ausgeflogen.

#### Blutige Zusammenstöße mit Goldsuchern
Bedeutende Goldfunde im Enneri Miski, einem Wadi südöstlich von Wour, haben seit 2012 eine Art Goldrausch im Tibesti ausgelöst. Ein paar Jahre später versuchten allein im Enneri Miski mehrere Tausend Goldsucher ihr Glück, bei einer einheimischen Bevölkerung von dort nur etwa 300 Menschen. Gruppen von Goldsuchern, angesichts der Lage im Tibesti fast immer bewaffnet, liefern sich dabei immer wieder Kämpfe mit anderen Goldsuchern und einheimischen Tubus (Tedas), teils im Streit um die minimalen Ressourcen der Region, teils im Streit um gefundenes Gold. Ein besonders blutiger Zwischenfall dieser Art ereignete sich im Sommer 2015 in der Unterpräfektur Wour, als fünf Personen getötet wurden (Meldung vom 31. Juli).

#### August 2016: Besuch des Präsidenten
Am 25. August 2016 hat der tschadische Staatspräsident Idriss Déby, zu diesem Zeitpunkt zugleich Präsident der Afrikanischen Union, Wour besucht und Gespräche mit den örtlichen Autoritäten, darunter dem Gouverneur der Provinz Tibesti, Tahir Barkaï, geführt. Es war der prominenteste Besucher des Ortes seit Menschengedenken. Idriss Déby nutzte die Gelegenheit zu deutlicher Kritik an der mangelnden Akzeptanz tschadischer Regierungsautorität in diesem abgelegenen Landesteil und mahnte insbesondere die Einhaltung der Zollbestimmungen an. Örtliche Vertreter beklagten den Mangel an Trinkwasser, an einfacher sozio-edukativer Infrastruktur, an Lehrern und Pflegekräften. Der Präsident erinnerte daran, dass er im Tibesti mit 99 % der Stimmen gewählt worden sei und versprach in seiner Antwort: „Ich werde in Wour einen Wasserturm bauen, die Basis-Infrastruktur erweitern und die Departements Tibesti-Ost und -West mit dem Mobiltelefonnetz verbinden, beginnend in Wour.“ (« Je construirais un château d’eau à Wour, augmenterais le nombre des infrastructures de base et connecterais les départements du Tibesti Est et ouest au réseau des téléphonies mobiles en commençant par Wour.») Laut Internetseite des tschadischen Präsidenten wurden diese Worte mit „Salven von Applaus“ aufgenommen.
Oppositionelle Stimmen kritisierten den Besuch hingegen.

#### 2016/17: Bau einer Moschee
Bis 2016 verfügte Wour nur über ein unscheinbares muslimisches Bethaus. Spätestens ab Herbst 2016 wurde dann eine Moschee mit Minarett und Kuppel sowie angrenzendem Mehrzweckgebäude errichtet. Beiträge und Fotos auf Facebook belegen, dass dieser Bau Ende März 2017 im Rohbau fertiggestellt war.

#### März 2017: Wour als einziger Grenzübergang nach Libyen
Am 5. Januar 2017 gab die Regierung des Tschad die völlige Schließung seiner Landgrenze mit Libyen bekannt, begründet mit der „ernsten Bedrohung einer terroristischen Infiltration“. „Es gibt heute entlang der ganzen tschadisch-libyschen Grenze Waffenhandel, Drogenhandel, einen Verkehr von jeglicher Banditen und Wegelagerern an dieser gesamten Grenze, und das angesichts der in Libyen bestehenden Lage“, begründete der tschadische Minister für öffentliche Sicherheit und Immigration die Entscheidung. Die Grenzschließung traf die Provinz Tibesti empfindlich, da sie wirtschaftlich stark vom Handel mit Libyen abhängt. Am 3. März hat die Regierung die Grenzschließung „aus humanitären Gründen“ wieder gelockert, jedoch wurde der Grenzübergang nur an einem Ort erlaubt, bei Wour. In anderen Orten im Tibesti, etwa in Zouar, wurde diese Entscheidung bedauert, denn es gebe nur noch eine offene Route nach Libyen mit vier Absperrungen und man müsse bezahlen, um passieren zu können. Die Preise für Grundnahrungsmittel im Tibesti sind dadurch deutlich gestiegen.

## Wour in der Literatur
Der im Jahre 2004 erschienene französische Roman „Un Été au Tibesti“ [Ein Sommer im Tibesti] von David Lascoux spielt teilweise in Wour und dessen Umgebung.